# Klövasten
Der zerbrochene Klövasten (auch Cloven sten genannt) ist ein Findling (schwed. Flyttblock) mit der RAÄ-Nr. Glemminge 1:2 in Glemmingebro, von Glemminge bei Ystad in Schonen in Schweden. Der Klövasten ist der einzige Findling seiner Art in der Region Österlen.
Es misst etwa 14,0 × 9,0 m und ist 3,0 m hoch. Der Block soll alte Felsritzungen tragen.
Der Klövasten ist das offizielle Wahrzeichen des Dorfes Glemmingebro. Kløv heißt auf Schwedisch der gespaltene Huf eines Tieres. Es gibt in Schweden auch andere Felsen, die Klövasten oder Klovasten genannt werden (Klövasten von Hjälm in Halland).
Die Legende erzählt von einer Hexe auf Bornholm, die glaubte, die Kirchenglocken in Glemminge gehört zu haben. Genervt von diesem Lärm warf sie einen Stein mit ihrem Strumpfband in Richtung der Kirche. Aber die Sonne kam gerade und machte die Hexe schwach. Der geteilte Felsblock landete im nahen Feld.